# Chaire de la cathédrale de Strasbourg
La chaire de la cathédrale de Strasbourg est une chaire à prêcher monumentale construite en 1485 dans la cathédrale de Strasbourg par l’architecte Hans Hammer et plusieurs sculpteurs parmi lesquels pourraient figurer Nicolas de Haguenau et Conrad Sifer. Elle est classée monument historique depuis 1987.

## Historique
La seconde moitié du XVe siècle voit la construction de plusieurs œuvres de mobilier monumental à la cathédrale de Strasbourg. Ainsi, après la construction des fonts baptismaux par Jost Dotzinger en 1454, Hans Hammer réalise en 1483 une tour eucharistique — un tabernacle géant. Au même moment, Jean Geiler de Kaysersberg, prédicateur de la cathédrale, jouit d’un prestige si important que la chapelle Saint-Laurent ne suffit plus à accueillir la foule venant écouter son prêche. Afin de lui procurer plus d’espace, Hans Hammer est chargé de lui construire une nouvelle chaire dans la nef. Le plan de l’édicule est dressé en 1484, puis, après un an de taille et de sculpture, il est posé dans l’édifice en 1485. La chaire semble alors avoir été perçue comme une œuvre remarquable, car elle vaut à Hans Hammer le titre de maître d’œuvre de la cathédrale qui était vacant depuis 1480 et Jean Geiler est enterré à son pied à sa mort,.
La chaire fait l’objet de plusieurs modifications à l’époque moderne, notamment en 1764, qui altèrent le programme iconographique d’origine. Les éléments qui ne sont plus conformes au dogme de la Contre-Réforme, par exemple certaines drôleries gothiques, sont ainsi supprimés lors de ces travaux. Elle est démontée en 1793 puis remontée après la Révolution française, mais sans son abat-voix, qui est remplacé en 1824 par une création néogothique, tandis que d’autres réparations et transformations modifient encore l’iconographie. Lors de la remise en état de la cathédrale après les dommages de la Seconde Guerre mondiale, cet abat-voix est définitivement supprimé.

## Description
La chaire est constituée d’un cuve hexagonale adossée au deuxième pilier de la nef et supportée par une colonne centrale et six colonnettes rayonnant autour de celle-ci. Le prédicateur peut y monter par un escalier qui s’enroule autour du pilier, dont le pied est fermé par une porte pleine en bois dans un encadrement de pierre. L’ornementation est particulièrement riche, avec une profusion de feuillages, de pinacles et de dais miniatures.
La face de la cuve faisant face au vaisseau central de la nef porte une crucifixion, avec au centre le Christ en croix, entouré à gauche et à droite de Marie et saint Jean. Sur chacune des quatre autres faces décorées se trouvent deux apôtres et des anges portant les instruments de la Passion sont adossés au piliers séparant les faces, à l’exception du plus à l’ouest, où se trouve un clerc. Tous les personnages sont placés sur des socles et sous des dais architecturés.